# Frau Marias Erlebnis
Frau Marias Erlebnis ist ein deutsches Stummfilmmelodram aus dem Jahre 1917 von Alfred Halm mit Mady Christians in der Hauptrolle als eine Frau zwischen zwei Männern.

## Handlung
Maria Voss, die Tochter der Kapitänswitwe Voss, hat sich mit Jens Torrens, dem Deckoffizier des Handelsschiffs „Wilhelmina“, verlobt. Eines Tages wird ihr ein Blumenstrauß zugestellt, der von einem ihr unbekannten Mann stammt, der Peter Steenhoff heißt. Maria ist ein wenig ratlos, erhält aber von ihrer Mutter die Empfehlung, diesem Ereignis keine Beachtung zu schenken. Bald darauf heiratet Maria Torrens, der jedoch wenig später in See stechen muss, mit dem Ziel Labrador. Ein halbes Jahr geht ins Land, und Marias Mann kehrt nicht mehr zurück. Stattdessen erhält sie von jenem Herrn Steenhoff eine Nachricht zugestellt, demzufolge ihr Gatte Jens bei Grönland mit seinem Schiff untergegangen sei. Die Erschütterung über diesen tragischen Verlust ist derart groß, dass bald darauf Mutter Voss stirbt. Steenhoff sucht nun Marias Nähe und kümmert sich für Maria auch darum, dass die Behörden Jens Torrens für tot erklären lassen. Dann endlich ist Maria frei für ihn, und nachdem sich beide näher gekommen sind, beschließen Maria und Peter zu heiraten.
Jahre gehen ins Land, in denen Maria eine glückliche Ehe mit Peter führt und ihrem zweiten Gatten sogar ein Kind schenkt. Eines Tages erhält sie eine Nachricht, die in ihr Leben wie eine Bombe hineinplatzt: Jens lebt! Er soll damals mit zwei anderen Männern zu den einzigen Überlebenden des Schiffsunglücks gehört haben. Torrens kehrt nach Deutschland heim und findet zunächst Aufnahme in einem Lazarett. Augenblicklich begibt sich Maria, hin- und hergerissen zwischen zwei Männern, dorthin, um Jens wieder zu sehen. Doch da erhält sie die nächste erschütternde Mitteilung. Auf der „Wilhelmina“ soll es kurz vor dem Untergang eine Kesselexplosion gegeben haben, infolgedessen Jens sein Augenlicht verlor. Maria pflegt ihren ersten Mann mit großer Aufopferung, bringt es jedoch nicht übers Herz, ihm zu sagen, dass sie nun wieder verheiratet ist. Die Dinge spitzen sich zu, als eines Tages Steenhoff mit seinem und Marias Kind im Lazarett auftaucht. Instinktiv erfasst Jens die Situation und will sich auf das Kind und Marias zweiten Mann stürzen. Maria ist vollkommen überfordert und plant, ihrem Leben ein Ende zu bereiten. Doch es ist Steenhoff, der sie rettet und zurück zu Heim, Kind und Herd bringt. Für Jens ist dies alles zu viel; er stirbt an einem Herzschlag. Maria ist nun rechtsgültig mit Peter verheiratet.

## Produktionsnotizen
Frau Marias Erlebnis entstand 1917 in den Berliner Saturn-Film-Studios, passierte die Filmzensur im letzten Monat desselben Jahres und wurde kurz darauf uraufgeführt. Die Länge des Dreiakters betrug 1231 Meter. 

## Kritik
In Wiens Neue Kino-Rundschau heißt es: „Mady Christians verkörpert rein und ungemein berührend die Maria. Der Film ist mit sicherstem Geschmack ganz auf das Edle und Schöne gestimmt. Die Darstellung und Fotografie ist mustergültig.“